# Arapaçu-de-loro-cinza
Trepa-troncos-de-brígida ou arapaçu-de-loro-cinza (Hylexetastes brigidai) é uma espécie de ave da família Dendrocolaptidae.
É endémica do Brasil.